# زبان‌های ایران مرکزی
زبان‌های ایران مرکزی یا گویش‌های مرکز ایران به گروهی از زبان‌های ایرانی شاخهٔ شمال غربی گفته می‌شود که از قدیم در برخی از شهرها و روستاهای مرکز ایران (به‌ویژه در استان اصفهان و استان مرکزی) رایج بوده‌است. بیشتر این گویش‌ها در صد سال اخیر منقرض شده‌است یا در حال انقراض است و در میان نسل جدید جای خود را به فارسی داده‌است.

## پیشینه
بیشینه مردم اصفهان به این زبان‌ها سخن می‌گفته‌اند. روند فارسی شدن زبان این مناطق در دوران صفوی و با اعلام اصفهان به عنوان پایتخت به بیشترین سرعت خود دست یافت.
این روند هم‌چنان ادامه دارد و بسیاری از روستاهای محل سکونت گویشوران زبان‌های مرکز ایران که بیشتر در بخش خاوری استان اصفهان قرار دارند امروزه در معرض تغییر زبانی به سوی فارسی هستند. این گروه‌های زبانی بنظر می‌رسد دارای زبانی با اصل مشترک بوده‌اند. در گذشته در بسیاری شهرهای بزرگ ایران این گویش‌ها رواج داشته که امروز جای خود را به فارسی سپرده‌اند. گویش قدیم کرمان و یزد که توسط زرتشتیان و یهودیان این دو شهر حفظ شده گویش قدیم اصفهان که در اشعار برخی شاعران مانند اوحدی اصفهانی نشانه‌هایی از آن بدست آمده توسط کلیمیان این شهر و روستاهای مجاور شهر مانند زاینده‌رود و گز باقی مانده‌است. این زبان مرکزی که گاهی زبان راجی نیز نامیده می‌شود در گذشته در شهرهای ری و قم و همدان نیز تکلم می‌شده‌است. چنانچه در آثار شمس قیس رازی آمده‌است که مردم ری و عراق عجم علاقه‌ای به اشعار فارسی ندارند و شعر محلی فهلوی خود را بیشتر می‌پسندند. در بروجرد و خرم‌آباد نیز این گویش‌ها در میان یهودی رواج داشته‌اند که امروزه برخی گروه‌های اقلیت مذهبی این شهر گویش کهن را حفظ کرده‌اند. بر پایه گزارشی که ابن مقفع از وضعیت زبان‌های رایج میان ایرانیان آورده، این گویش‌ها در گذشته فهلوی و در زمان قدیمتر پهلوی نامیده می‌شدند.

## دسته‌بندی گویش‌های مرکزی ایران
این گویش‌ها به شش دسته عمده تقسیم می‌شوند؛ که چهار دسته آن‌ها چهار جهت جغرافیایی و دو دسته نیز به دلیل شباهت به این گویشها با آن‌ها در یک گروه قرار می‌گیرند:
- گویش‌های شمال غربی: گویش‌هایی هستند که در غرب جاده قم-اصفهان رایج می‌باشند. از این دسته می‌توان به محلاتی، وانشانی و خوانساری اشاره نمود.

- گویش‌های شمال شرقی:عمدتا در محدوده بین کاشان و نطنز رایج می‌باشند و شمار آن‌ها بسیار زیاد است. از مهمترین آن‌ها می‌توان به گویش کاشانی (کاشی)، گویش کلیمیان کاشان، گویش آرانی، قهرودی، جوشقانی، ابیانه ای، فریزندی، یرندی، میمه ای، سویی، کشه‌ای، طاری، نطنزی و گویش راجی ابوزیدآبادی را می‌توان نام برد.

- گویش‌های جنوب غربی:گویش‌های جنوب غربی گویش‌هایی هستند که در اصفهان و نواحی مجاور آن رواج دارند. از این گویش‌ها می‌توان به جندانی (گندونی)،گویش گزی، سده‌ای، ورزنه‌ای، ولایتی یا جرقویه ای و گویش کلیمیان اصفهان اشاره نمود.

- گویش‌های جنوب شرقی:در این دسته گویش‌های قدیم یزد و کرمان که اکنون تنها توسط زرتشتیان و کلیمیان این شهر صحبت می‌شوند و به گویش بهدینی و دری یا گبری نیز شهرت دارند نیز جای دارند. سایر گویش‌های این دسته شامل گویش نائینی، گویش انارکی، گویش اردستانی و گویش زفره‌ای می‌شود.

- گویش‌های کویری: در منطقه‌ای درشرق ایران میان محل تلاقی دو کویر اصلی قرار دارند و میان خراسان و اصفهان واقع شده‌اند. این دسته شامل گویش‌های خوری، فروی و مهرجانی می‌باشد.

- گویش‌های تفرش: که در ناحیه‌ای در شرق همدان و جنوب ساوه رواج دارند و شامل گویش وفسی، گویش تفرشی، آشتیانی، کهکی، آمره‌ای، ویدری و الویری می‌گردد.

## شباهت گویش‌های مرکزی ایران با سیوندی
سیوندی زبان مردم سیوند ۷۵ کیلومتری شمال شیراز تنها زبانی در جنوب کشور است که جز زبان‌های ایرانی شمال غربی است. سیوندی از نظر صرف و نحو و واژگان بسیار به گویش‌های مرکزی ایران شبیه‌است.
| Sivandi | ashtiyani | فارسی    |
| ------- | --------- | -------- |
| varf    | varfa     | برف      |
| esbe    | 'esba     | سگ       |
| varan   | varan     | باران    |
| gal     | gal       | ها (جمع) |

| Sivandi | khansari | فارسی |
| ------- | -------- | ----- |
| giyan   | giyun    | جان   |
| esbe    | 'esba    | سگ    |
| varan   | varun    | باران |
| hame    | hama     | ما    |

## پی‌نوشت‌ها
1. ↑  Central dialects, Iranica
2. ↑  Borjian, Habib (2009). "Median Succumbs to Persian after Three Millennia of Coexistence: Language Shift in the Central Iranian Plateau". Internet Archive. BRILL Journal of Persian Studies 2 (2009) 62-87 brill.nl/jps. {{cite web}}: Invalid |nopp=62-87 (help); Unknown parameter |nopp= ignored (|no-pp= suggested) (help); line feed character in |title= at position 95 (help)
3. ↑  همان.
4. ↑  دکتر محمد امین ریاحی خویی ملاحظاتی درباره زبان کهن آذربایجان کتابخانه الکترونیک تبیان
5. ↑  خالقی مطلق, جلال. "سرگذشت زبان فارسی". ایران‌بوم. Archived from the original on 21 December 2018.
6. ↑  اشمیت، رودیگر. راهنمای زبان‌های ایرانی. رضایی باغ بیدی، حسن؛ و .. جلد دوم. تهران نشر ققنوس، چاپ دوم. پاییز ۸۷-ص۵۱۷-۵۲۰